# Pohl Antal
Pohl Antal (Láposbánya, 1929. május 10. –) erdélyi magyar költő.

## Életútja
Középiskoláit Nagybányán végezte (1948), majd a marosvásárhelyi OGYI-n orvosi diplomát szerzett (1955). 1955-56-ban Székelyhídon, 1957-től a nagybányai Megyei Kórházban orvos, 1967-től osztályvezető orvos nyugdíjba vonulásáig (1991).

## Munkássága
Versei, közéleti cikkei 1990-től a Bányavidéki Új Szó és az Erdélyi Féniks hasábjain jelentek meg. Orvosi szaktanulmányokat közölt a Román Akadémia orvosi szakkiadványaiban. Megalakulásától 1994-ig elnöke a Misztótfalusi Kis Miklós Közművelődési Egyesületnek.
Verseit 1992-ben gyűjtötte kötetbe (Ez itt a szülőföld. Miskolc, 1992), s Metz István előszavával jelentette meg saját kiadásában. „Habár verseket már évtizedek óta írt, azoknak egy-egy gyöngyszeme azonban csak az 1989-es fordulat után került az olvasó kezébe a helyi sajtó által. Kisebbségi sorsunk égető problémái tükröződnek ezekben” – írja a bevezetőben Metz István.